# Stéphane Quideau
 (août 2024).
 (août 2024).
Stéphane Quideau (1966) est un chimiste organicien français et professeur à l'Université de Bordeaux, dont les travaux de recherche se concentrent sur la chimie des polyphénols végétaux et la biologie chimique, ainsi que sur la synthèse de produits naturels. Il est un membre distingué senior nommé de la Société Chimique de France et également un membre élu du Comité National de la Recherche Scientifique (Co-NRS),,.

## Premières années et études
Quideau est né en 1966 à Lannilis, en Bretagne, où il a grandi.
Après avoir terminé ses études de premier cycle à l'Université de Nantes en 1989, il s'est rendu aux États-Unis et a obtenu avec succès son doctorat à l'Université de Wisconsin-Madison à l'été 1994, sous la direction du professeurs John Ralph (en) et Raymond A. Young (en). Compétent à la fois en synthèse organique et en spectroscopie RMN, notamment dans le domaine de la chimie des lignines phénoliques, il a poursuivi son parcours académique en tant que boursier post-doctoral dans le laboratoire du professeur Ken S. Feldman à l'Université d'État de Pennsylvanie à State College. Ici, il s'est concentré sur la chimie bioorganique des produits naturels phénoliques et la synthèse d'ellagitanines glucopyranosiques.

## Carrière de recherche
À l'été 1997, Quideau a assumé le rôle de professeur adjoint à l'Université de Texas Tech à Lubbock, aux États-Unis, où il a créé son équipe de recherche et a entrepris des recherches sur la chimie de l'iode hypervalent, la déaromatisation des phénols et la synthèse de produits naturels. À l'hiver 1999, il est retourné en France et a accepté un poste de professeur associé (PR2) à l'Université de Bordeaux,.
En 2003, il est devenu le chef de groupe à l'Institut Européen de Chimie et Biologie (IECB, Univ. Bordeaux), dédié à l'avancement des programmes de recherche en biologie chimique, se concentrant sur les polyphénols végétaux bioactifs et les peptidomimétiques antigéniques. Ses contributions ont été reconnues avec sa nomination en tant que membre junior de l'Institut Universitaire de France (IUF) en 2004, et il a été promu professeur titulaire (PR1) en 2005.

## Reconnaissance
En 2006, Quideau a reçu le Prix Acros de la Société Chimique de France et le Prix Henri Labbé de l'Académie des Sciences.
L'année 2008 lui a valu le Prix Scientifique du Groupe Polyphénols, et il a assumé le rôle de président de cette société savante pour les quatre années suivantes. Depuis 2009, il est rédacteur en chef de la série de livres Wiley intitulée "Recent Advances in Polyphenol Research". Ses réalisations académiques ont continué avec sa promotion au prestigieux rang de Professeur de Classe Exceptionnelle de Niveau-1 (PRCE1) en 2011.
Il a été nommé membre distingué senior de la Société Chimique de France en 2014 et élu membre du Comité National de la Recherche Scientifique (Co-NRS) en 2016.
En 2017, Quideau a atteint le niveau PRCE2 et a été honoré du Prix de la Division de Chimie Organique de la Société Chimique de France. L'année suivante, il a reçu le prestigieux Prix Tannin de 2018,.